# Muon g-2

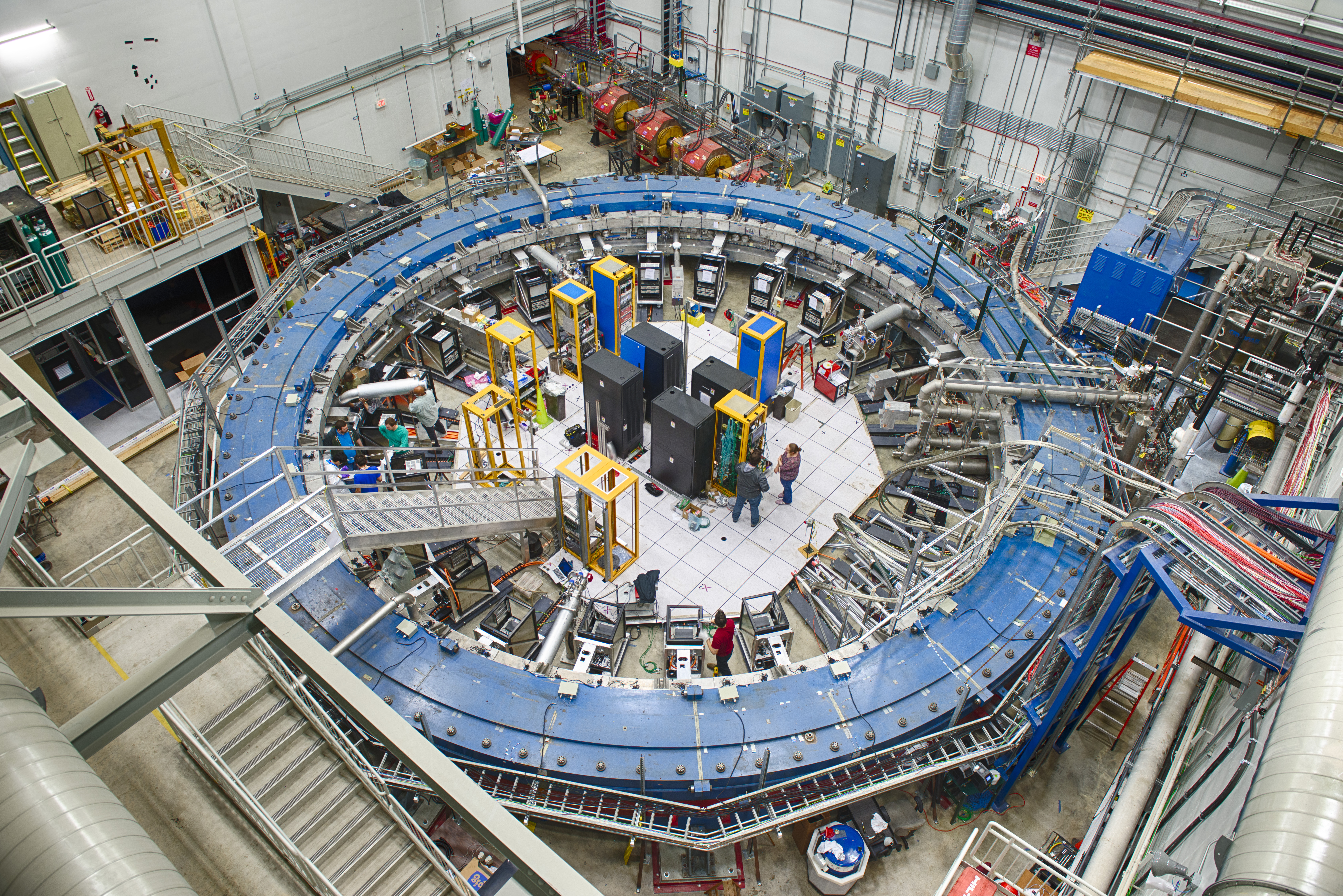
Der Magnet am Fermilab. Ursprünglich wurde er für das Vorgängerexperiment am Brookhaven National Laboratory entwickelt. Die Geometrie erlaubt ein sehr gleichförmiges Magnetfeld im Ring.

Muon g-2 ist ein Teilchenphysikexperiment am Fermilab mit dem Ziel, den Landé-Faktor (g-Faktor) des Myons genauer zu vermessen. Der Landé-Faktor beschreibt das Verhältnis der Stärke des quantenmechanischen Magnetfelds zur Erwartung aus der klassischen Physik, für Myonen ist der Faktor etwas größer als 2. Die Abweichung von 2 soll mit einer Präzision von 0,14 ppm gemessen werden. Da die erwartete Abweichung mit ähnlicher Präzision vorhergesagt werden kann, ist dies ein genauer Test des Standardmodells. Stimmen Vorhersage und Messwert nicht überein, ist dies ein Hinweis auf Physik jenseits des Standardmodells, beispielsweise von noch unentdeckten Teilchen. Bisherige Experimente fanden eine leichte Abweichung, waren aber nicht empfindlich genug, um eine zufällige Fluktuation des Messwerts als Ursache auszuschließen.

## Geschichte

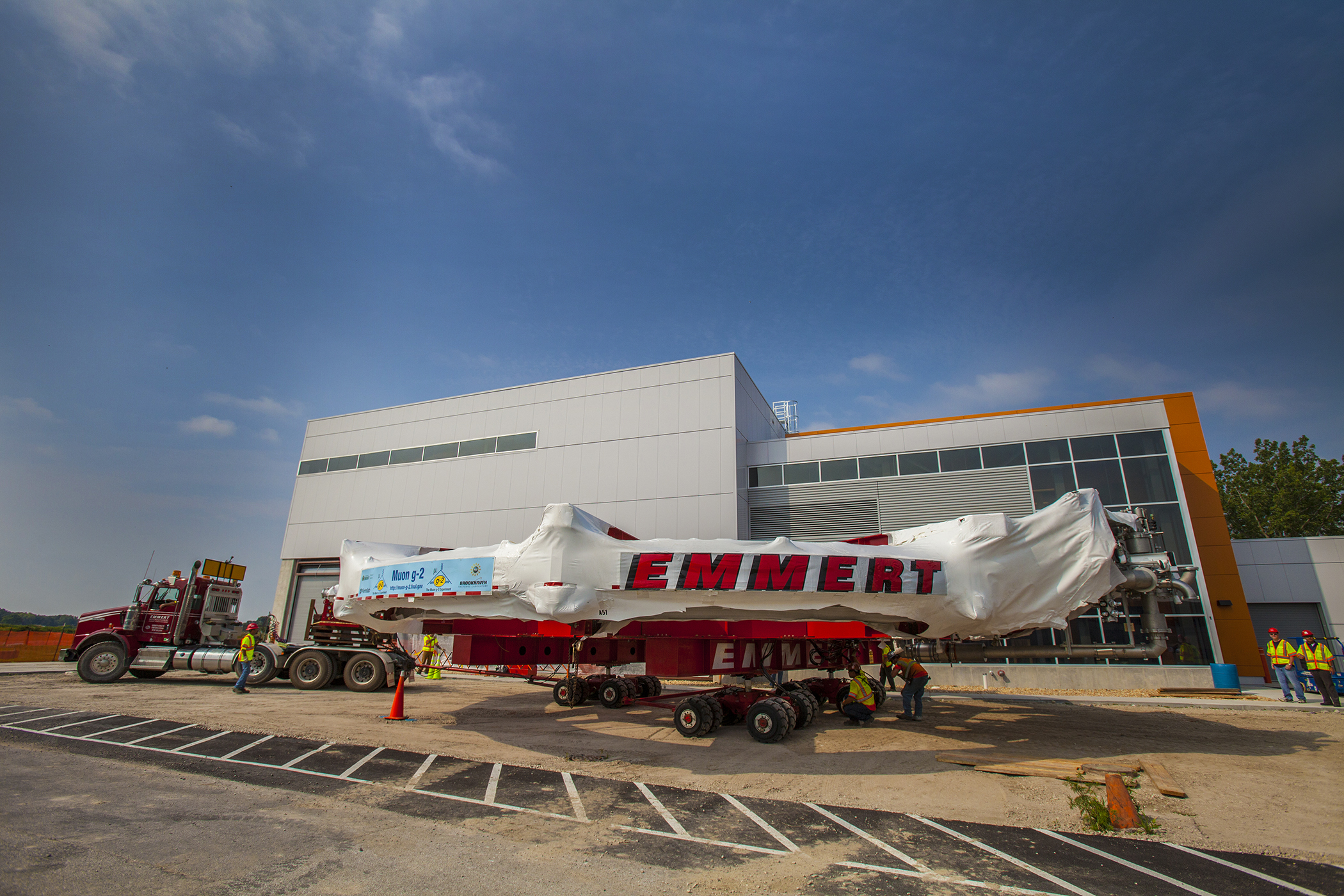
Der Ringmagnet erreicht die Experimentierhalle MC1 am Fermilab im Juli 2014.

Der g-Faktor des Myons wurde in mehreren Experimenten gemessen. Die bislang präziseste Messung wurde bis 2001 am Brookhaven National Laboratory durchgeführt. Am Fermilab soll dieses Experiment nun mit höherer Genauigkeit fortgesetzt werden. Dazu wurde 2013 der Ring-Elektromagnet, der größte Teil des Experiments, vom Brookhaven National Laboratory über die Ostküste der USA und den Mississippi zum Fermilab transportiert. Der Magnet wurde restauriert und im September 2015 in Betrieb genommen. Tests ergaben, dass er den Transport überstanden hat, die Qualität des Magnetfelds ist gleich geblieben.
Bis Oktober 2016 wurde mit Shims das Magnetfeld noch gleichförmiger gemacht als bisher, die typische Abweichung vom Mittelwert ist dabei von 0,14 % auf 0,02 % reduziert worden.
Am 31. Mai 2017 wurden die ersten Myonen in den Ring geleitet und die Datennahme begann.

## Landé-Faktor
Der Landé-Faktor geladener Leptonen (Elektronen, Myonen und Tauonen) ist in etwa 2. Die kleinen Abweichungen davon („anomales magnetisches Moment“) lassen sich mit der Quantenfeldtheorie berechnen. In der Störungstheorie ist dabei g = 2 die führende Ordnung, höhere Ordnungen führen zu kleinen Korrekturen dieses Werts. Sie lassen sich mit hoher Genauigkeit berechnen. Für Elektronen stimmen Vorhersage und Experiment mit einer relativen Genauigkeit von besser als 10−12 überein, für die theoretische Vorhersage wurden dabei mehr als 10.000 Feynmandiagramme berücksichtigt. Für Myonen ist die Messung schwieriger, da sie schnell zerfallen. Auch die theoretischen Vorhersagen sind weniger genau, da aufgrund der höheren Myonmasse die Quantenchromodynamik eine größere Rolle spielt, die sich hier nicht störungstheoretisch behandeln lässt. Neue, noch unbekannte Teilchen könnten den Wert beeinflussen, je schwerer das Lepton, desto größer ist der Einfluss. Myonen haben die 200-fache Masse von Elektronen und sind daher trotz der schwierigeren Messungen besser geeignet, um nach unbekannten schweren Teilchen zu suchen. Dabei ergänzen sich Messungen des g-Faktors und die direkte Suche nach neuen Teilchen in Beschleunigern wie dem LHC. Tauonen sind zwar noch schwerer als Myonen, aber zu kurzlebig, um den Landé-Faktor zuverlässig zu messen.
Das Messergebnis des Vorgängerexperiments war 3,4 Standardabweichungen von der theoretischen Vorhersage entfernt. Am Fermilab soll nun untersucht werden, ob dies eine zufällige Fluktuation war oder ob der Wert tatsächlich von den theoretischen Vorhersagen des Standardmodells abweicht. Dazu soll unter anderem die Zahl der untersuchten Myonen um einen Faktor 20 gesteigert werden.

## Aufbau des Experiments
Zentrales Element des Experiments ist der supraleitende Magnet mit einem Durchmesser von 14 Metern, in dem ein extrem gleichförmiges Feld herrscht. In ihm kreisen (Anti-)Myonen (μ+), bevor sie zerfallen. Die im Zerfall erzeugten Positronen werden erfasst. Aus der räumlichen und zeitlichen Verteilung der detektierten Positronen lässt sich der Landé-Faktor des Myons ermitteln.

### Detektor

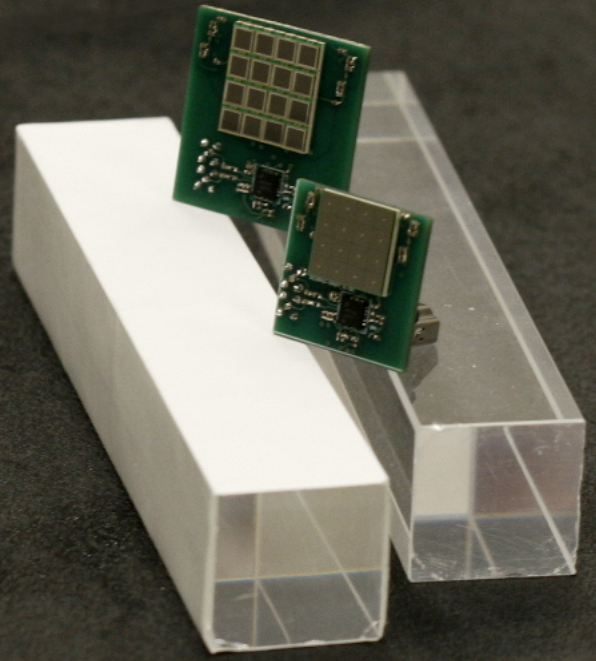
Zwei der PbF_{2}-Kristalle (25 mm × 25 mm × 140 mm), mit und ohne Ummantelung zusammen mit Silizium-Photomultipliern

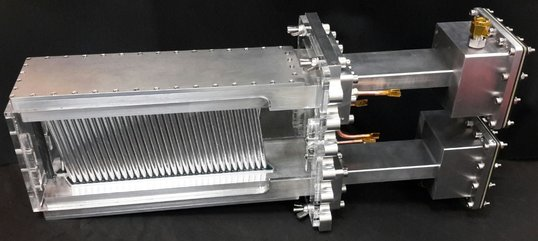
Teil des Straw-Detektors, der die Position und Flugrichtung von Elektronen vermisst.

Die Positronen werden von 24 PbF2-Kalorimetern gemessen, die in gleichen Abständen entlang der Innenseite des Rings eingebaut sind. Die Kalorimeter messen die Energie der Positronen sowie ihre Ankunftszeit (relativ zum Einschuss der Myonen in den Ring). Ausgelesen werden die Kalorimeter mit Silizium-Photomultipliern.
Zusätzlich zu den Kalorimetern besitzt das Experiment Straw-Detektoren als Spurdetektoren. Diese werden vor allem genutzt, um die Position und Breite des Myonstrahls zu überwachen sowie die gesamte Zerfallsrate zu bestimmen.

### Magnetfeld
Um g-2 mit der angestrebten Genauigkeit zu vermessen, muss das mittlere Magnetfeld mit einer relativen Präzision von 7·10−8 bekannt sein. Dazu befinden sich im Ring Proton-Kernspinresonanz-Geräte. 378 davon sind fest eingebaut und messen permanent das Magnetfeld. Zusätzlich hat das Experiment einen Wagen mit 17 Messgeräten, mit denen das Magnetfeld überall entlang des Rings vermessen kann, wenn sich keine Myonen im Ring befinden. Messungen des Magnetfelds mit dem Wagen und Messungen von Myonenzerfällen wechseln sich ab; dabei wird typischerweise einmal täglich für zwei Stunden das Magnetfeld vermessen.

## Ergebnisse
Im April 2021 wurden von der Muon g-2 Collaboration die ersten Ergebnisse des Experiments veröffentlicht. Das Ergebnis für das anomale magnetische Moment lautete
{\displaystyle a_{\mu }^{\text{FNAL}}=116\,592\,040(54)\times 10^{-11}},
was einer Präzision von 0,46 ppm entspricht. Dieses Ergebnis stimmt im Rahmen der Messungenauigkeiten mit den Ergebnissen des Brookhaven National Laboratory überein und liegt um 3,3 Standardabweichungen entfernt von der Vorhersage des Standardmodells. Das kombinierte Ergebnis von Brookhaven und Fermilab,
{\displaystyle a_{\mu }^{\text{komb.}}=116\,592\,061(41)\times 10^{-11}},
weicht insgesamt um 4,2 Standardabweichungen von der Vorhersage ab, was einer Wahrscheinlichkeit von 1:100000 für eine statistische Fluktuation entspricht.

## Kollaboration
Etwa 200 Wissenschaftler aus acht Ländern nehmen am Experiment teil, größtenteils aus den USA und Italien.